# Drapetis hirsuticercis
Drapetis hirsuticercis är en tvåvingeart som beskrevs av Schnitter, Trost och Wallaschek 2003. Drapetis hirsuticercis ingår i släktet Drapetis och familjen puckeldansflugor.
Artens utbredningsområde är Tyskland. Inga underarter finns listade i Catalogue of Life.